# 朱玲 (经济学家)
朱玲（1951年12月—），女，安徽寿县人，中国社会科学院经济研究所副所长，研究员，中国社会科学院学部委员。主要研究方向是发展经济学领域的收入分配，减贫，社会保障和农村发展问题。

## 生平
1981年在武汉大学获得经济学硕士学位，1988年以题为“中国农村革命与农民收入”的毕业论文获得霍恩海姆大学农业经济学系博士学位。毕业后，在中国社会科学院经济研究所工作。2011年当选为中国社会科学院学部委员。

## 社会兼职
- 国务院学位委员会学科评议组理论经济学组成员
- 国务院扶贫开发领导小组专家咨询委员会委员
- 国务院学术纪检组理论经济学组成员
- 国际农业经济学学会（IAAE）执行委员会委员
- 中国农业经济学会副主席

## 学术贡献
朱玲将其研究集中在如何改变农村贫困，改善社会保障以及平衡农村收入分配。曾参加联合国千年发展计划的减贫研究方案。
在研究农村社会经济制度的转变中，提出了社区功能的补充理论；在探索农村减贫方法时，提出了将救济与就业促进相结合，加盖基础设施和改善社会服务以实现脱贫的想法；在卫生经济学研究中，发现政府在农村医疗、公共卫生服务和农民工医疗保护等领域有责任缺失；在性别不平等研究中，采用统计模型来分析农田分配、基本医疗保险和养老金计划中的性别歧视。

### 农村经济改革对个人的影响
早期的农村经济体制导致资源配置效率低下和政府职能不健全。朱玲建议政府增加对基础设施和公共服务的社会投资，以鼓励农村居民提高生产率和资源配置效率。
她还建议建立社会组织，代表政府提供公共服务，并同时在公共事务中扮演政府的角色。它也可以充当农民和市场之间的桥梁。相关论文分别发表在1990年的《英国发展研究杂志》和1993年的《剑桥经济》杂志第4期。

### 平衡收入分配
她强调，尽管在市场经济中，人们似乎可以获得平等的就业机会，但每行每业仍然或多或少具有进入壁垒，这使得并不是所有人都可以找到理想的工作。她通过分析从随机样本中收集的数据，确定了严重影响收入不平等的因素，并得出结论：政府应采取相关制约政策，例如收入再分配，以缩小进入壁垒并减轻不利影响。

### 性别不平等的经济分析
1995年，朱玲作为中国政府代表团成员参加了第四次联合国妇女大会，此后她开始专注于性别不平等的研究。当她为论文《关注农田分配中的性别平等》收集资料时，她发现农村社会对妇女的性别歧视是导致妇女在分配土地，资源和收入方面受到不公平对待的主要原因。
在朱玲的研究报告“关于青海，甘肃，云南和西藏的农牧民健康问题的调查”中，她发现藏族地区妇女面临的健康威胁主要与贫困有关，妇女保健政策是西藏发展与扶贫计划中最薄弱的部分。事实上，生病的农牧民家庭主妇不仅无法照顾家庭，而且还会为家庭造成由疾病引起的经济负担和财务问题。因此，她建议政府必须采取干预措施，将重点放在妇女的健康和收入问题上。

### 为农民和农民工的寻求基础健康保障
朱玲认为，由疾病造成的经济负担是造成农村人口贫困的原因之一。自1997年以来，她开始从卫生经济学的角度来研究农民和农民工的健康。她发现政府在农村医疗保险和医疗救助领域有责任缺失。
2003年，时任北京市市长采用了她的研究小组的科研结果来应对当时严重流行的SARS疾病。

### 农村妇女养老金计划
在2007年至2010年间，朱玲及其团队对农村人口和农民工参与养老金计划的现状进行了抽样调查，发现由于女性在工作上的时间比男性少，即使和男性每月获得相同的工资，其养老金水平也只有男性的55％。
她发表在《中国人口科学》第5期上的论文表明中国现有社会保障体系的不适当划分对妇女养老保障的不足。她建议农民工和农村妇女应该参加城镇雇员社会保险以缩小男女养老金水平之间的差距。

## 论文
- Zhu Ling, 1990. The Transformation of the Operating Mechanisms in Chinese Agriculture, the Journal of Development Studies, No.2, Vol.26: pp. 229-242.
- Zhu Ling，1991. Rural Reform and Peasant Income, London: The Macmillan Press LTD.
- Zhu Ling and Jiang Zhongyi, 1993. From brigade to village community: the land tenure system and rural development in China, Cambridge Journal of Economics, Vol.17, No.4: pp. 441-461.
- Zhu Ling and Jiang Zhongyi,1995.Yigong-daizhen in China: Labor-intensive Public Works in Poor Areas, Development Policy Review，Vol.13, No.4:pp.349-370.
- Zhu Ling, Jiang Zhongyi and Joachim von Braun, 1997. Credit System for the Rural Poor in China, New York: Nova Science Publishers, Inc.
- 朱玲：《计划经济下的社会保护评析》,1998，《中国社会科学》第5期：第25-36页
- 朱玲：《农地分配中的性别平等问题》，2000，《经济研究》第9期：第34-42页
- 朱玲：《论全球性食品和能源危机的应对策略》，2008，《经济研究》第9期：第22-30页
- 朱玲、金成武：《中国居民收入分配格局与金融危机应对》，2009，《管理世界》第3期：第63-71页
- 朱玲：《应对极端贫困和边缘化：来自中国农村的经验》,2011，《经济学动态》第7期：第27-34页

## 主要奖项
| 年份 | 奖项                                                                         | 作品                           |
| ---- | ---------------------------------------------------------------------------- | ------------------------------ |
| 1993 | 中国社会科学院优秀科研成果奖                                                 | 减贫政策研究                   |
| 1996 | 第七届孙冶方经济科学奖著作奖                                                 | 减贫政策研究                   |
| 2004 | 全国妇联、中国妇女研究会2004年第一届妇女研究优秀成果奖一等奖                 | 性别分析研究                   |
| 2008 | 2008年第三届中国农村发展研究奖                                               | 藏族居住区发展研究             |
| 2013 | 尤斯图斯·冯·李比希世界营养奖（Justus von Liehig Award for World Nutrition ） | 农业发展和贫困人口食品保障研究 |
| 2014 | 张培刚发展经济学研究优秀成果奖                                               | 减贫政策研究                   |